# Gaule narbonnaise
IIe siècle av. J.-C – 418
Entités précédentes :
- Gallia Braccata

Entités suivantes :
- Royaume wisigoth
• Septimanie
• Duché de Provence

L'expression Gaule narbonnaise (en latin Gallia narbonensis) désigne dans l'historiographie française
la province romaine établie dans le sud-est de la Gaule sur un territoire s'étendant de Toulouse à Vienne en passant par Narbonne, Nîmes et Orange, conquis entre 125 et 120 av. J.-C.. Elle est ainsi appelée d'après le nom de la colonie romaine de Narbo Martius (Narbonne), fondée en -118, qui en devient le chef-lieu.
La conquête par Rome de cette partie de la Gaule intervient deux décennies après la destruction de Carthage en -146. Rome intervient en -125 pour protéger son alliée, la cité grecque de Marseille, contre des attaques du peuple des Salyens. Mais ce conflit s'étend rapidement à d'autres peuples de Gaule, notamment les Allobroges et les Arvernes opposées à Rome et les Éduens, alliés de Rome. La défaite des Allobroges en -121 met fin au conflit.
Une des conséquences de la conquête est de permettre une liaison terrestre entre l'Italie, déjà romaine, et l'Hispanie, où Rome est bien implantée, grâce à la construction de la voie Domitienne (prolongée à cette époque par la route du col de Montgenèvre).
Quelques décennies plus tard, en -58, Jules César, gouverneur de Gaule narbonnaise et de Gaule cisalpine, intervient dans un conflit en Gaule chevelue, qui finit par être conquise en -52. La province de Narbonnaise, déjà romanisée, reste à part des « Trois Gaules » créées par Auguste (Lyonnaise, Aquitaine, Belgique), dont les cités sont représentées chaque année à la cérémonie impériale au sanctuaire fédéral de Lyon.
À la suite des réformes de Dioclétien en 285, en revanche, la Narbonnaise est intégrée au diocèse de Vienne (chef-lieu : Bordeaux) et à la préfecture du prétoire des Gaules (capitale : Trèves).
« Province » romaine de Gaule par excellence, elle transmet ce nom à la Provence au début du Moyen Âge.

## Noms successifs de la Narbonnaise

### Citations d'auteurs latins
- Pline l'Ancien (23–79), Histoire naturelle, III, 31 (extrait d'un texte cité en entier plus bas) :
  - Narbonensis provincia appellatur pars Galliarum quae interno mari adluitur, Bracata antea dicta
  - « On appelle province Narbonnaise, autrefois nommée Bracata la partie des Gaules qui est sur le littoral de la mer Intérieure ». Le mot bracata, formé sur le nom des braies gauloises (bracae), est difficilement traduisible en français.
- Pline l'Ancien, Histoire naturelle, IV, 105 (cité par le dictionnaire latin-français Gaffiot)
  - Gallia Narbonensis
  - « Gaule Narbonnaise »

### Noms
Juste après la conquête, cette province est d'abord nommée ou surnommée :
- Gallia transalpina (« Gaule transalpine ») par opposition à la Gaule cisalpine, conquise par Rome dès -200 ;
- Gallia Bracata, allusion aux braies (bracae) portées par les Gaulois, alors que les Gaulois de Gaule cisalpine sont déjà vêtus à la romaine. Pline, qui écrit vers 50 de notre ère, dit que ce nom était employé « auparavant » (antea), ce qui n'est pas très précis, mais renvoie sans doute à une période antérieure à l'avènement d'Auguste (26 avant notre ère).

Après la conquête de la Gaule chevelue par Jules César, elle est dite :
- Gallia romana (« Gaule romaine »)[réf. nécessaire], pour la distinguer de la Gaule chevelue, l'expression "Gaule transalpine" continuant d'être utilisée[réf. nécessaire] ;
- Provincia Narbonensis (« province Narbonnaise ») après la réorganisation des Gaules par Auguste, au moment de la création en Gaule chevelue des provinces de Gaule lyonnaise (chef-lieu : Lyon), de Gaule belgique (chef-lieu : Reims), et de Gaule aquitaine (chef-lieu : Saintes, puis Bordeaux) ;
- Gallia Narbonensis (« Gaule Narbonnaise »).

## Géographie
Telle qu'il apparait une fois la situation stabilisée, le territoire de la Narbonnaise va de l'est des Pyrénées aux Alpes et de Toulouse (inclusivement) sur la Garonne au lac Léman en contournant le Massif central.

### Provinces et peuples limitrophes
Au sud des Pyrénées, en Hispanie, c'est la province de Tarraconnaise (Tarragone). La limite est à Port-Vendres et au col du Perthus.
À l'ouest de la Narbonnaise, se trouve la région de Gaule que les Romains appellent Aquitaine, au sud et à l'ouest de la Garonne, où le peuplement est marqué par la civilisation basque (cf. le nom ancien d'Auch (Elimberri), bien qu'il y ait aussi des Celtes (Lugdunum Convenarum, Saint-Bertrand-de-Comminges). Les peuples limitrophes en Aquitaine sont les Convènes (Saint-Bertrand-de-Comminges) et les Ausques (Auch).
Au nord, s'étend la région que les Romains appellent Celtique (entre la Garonne et la Seine), avec les peuples gaulois limitrophes (du sud-ouest vers le nord-est) des Nitiobroges (Agen), des Cadurques (Cahors), des Ruthènes (Rodez), des Gabales (Javols), des Vellaves (Ruessio, Saint-Paulien), des Arvernes, des Ségusiaves, des Ambarres, des Séquanes et des Helvètes.
Les Alpes restent pour une large part hors de Narbonnaise, étant habitées par des populations que les Romains soumettront seulement à partir du règne d'Auguste et qui formeront ensuite les provinces des Alpes maritimes, des Alpes cottiennes, des Alpes grées et des Alpes pennines.

### Relief, hydrographie et villes
La province de Narbonnaise inclut donc :
- le Rhône jusqu'au niveau de Vienne pour la rive droite, avec les villes de Nîmes (Nemausus) et d'Alba (cité des Helviens) ; jusqu'au lac Léman pour la rive gauche, avec Vienne (Vienna), Orange (Arausio), Vaison (Vasio) et plus tard Arles (Arelate) (-45) ;
- une partie des Alpes ;
- le littoral méditerranéen du Var à Cerbère (Cervaria), avec les villes grecques du littoral (à partir d'Antibes ; Nice est hors de Narbonnaise) ;
- les plateaux et plaines au sud du Massif central, avec les villes gauloises de Toulouse (Tolosa[2]) et de Béziers (Baeterrae) et les villes romaines de Narbonne (Narbo Martius) ;
- le versant nord des Pyrénées jusqu'au niveau du Val d'Aran (exclusivement) ;
- la Garonne des environs de Saint-Gaudens jusqu'au confluent du Tarn[3].

## Histoire

### Avant la conquête
Dans l'ensemble que les Romains appellent la Gaule (Gallia), qui s'étend des Pyrénées aux Alpes et au Rhin, les habitants, que les Romains appelle « Gaulois » est principalement d'origine celte ou celtisée. Cette population est divisée en plusieurs entités politiques indépendantes (en général dirigées par une aristocratie guerrière), les cités gauloises, dont certaines sont bien connues des Romains dès le IIe siècle avant notre ère (Arvernes, Éduens, notamment).
Un certain nombre des peuples de Gaule ne sont cependant pas celtes. En ce qui concerne la Narbonnaise d'avant la conquête, on trouve quelques cités grecques, issues de la colonisation de la période archaïque. La principale est Marseille (Massalia), colonie de la cité ionienne de Phocée, mais aussi Nice (Nikaia), Antibes (Antipolis), Agde (Agathè), Monaco (Monoïkos), anciennement colonie phénicienne, etc., dont le rôle économique est fondamental.
Parmi les autres cités (celtes ou préceltiques) de Narbonnaise, on peut citer les suivantes : les Volques Tectosages (Toulouse), les Volques Arécomiques (Nîmes), les Sardones (Elne), Élisyques (Béziers), les Salyens (Entremont, vers Aix), les Voconces (Vaison, Die), les Helviens (Alba), les Allobroges (Vienne) etc.
Ces cités gauloises et ligures de cette régions sont très tôt influencées par la culture grecque. Les Romains interviennent assez peu en Gaule avant la fin des guerres puniques (-146).

### La conquête

#### Origines
En -146, Rome conclut les guerres puniques par la destruction de la cité-État de Carthage. Les Romains s'installent en Afrique du Nord où ils créent la province d'Afrique (chef-lieu : Utique). Ils sont largement implantés en Hispanie, où les Carthaginois avaient de fortes positions. L'Italie du Nord, c'est-à-dire la Gaule cisalpine (de peuplement celte ou celtisé), au nord de l'Étrurie, est sous leur contrôle depuis -190.
Les relations entre l'Italie et l'Hispanie ont donc lieu par mer, le sud de la Gaule n'étant pas sûr.
Rome conclut une alliance avec Marseille et avec la cité des Éduens (capitale : Bibracte), adversaires des Arvernes, dont le roi Bituitos a l'ambition d'accroître son influence en Gaule.

#### La conquête et ses suites immédiates (de -125 à -118)
En 125, Marseille appelle Rome à l'aide face aux attaques des Salyens. C'est le début de l'intervention romaine dans la région.
En 122, le consul Cnaeus Domitius Ahenobarbus décide de prendre la guerre en main. Menacés, les chefs salyens se réfugient chez les Allobroges, alliés des Arvernes. Bituitos essaie de négocier, mais Domitius refuse. En 121, son consulat achevé, il est nommé proconsul en Gaule, assisté par le consul Quintus Fabius Maximus, afin de terminer cette guerre. Malgré leurs rivalités, les deux hommes réussissent à vaincre les Allobroges et quelques autres peuples. Ils ont droit à un triomphe en 120 et Quintus Fabius reçoit le titre d'Allobrogicus.
La construction de la voie Domitienne (via Domitia, du nom de Domitius Ahenobarbus) est entreprise dès -118 afin d'établir une liaison terrestre entre l'Italie et l'Hispanie. Au sens strict, la voie Domitienne va des Pyrénées (deux branches : col du Perthus et Port-Vendres) au Rhône, fleuve dépourvu de pont en passant par Nîmes. Au-delà du Rhône, le trajet principal suit la vallée de la Durance jusqu'à Briançon, puis franchit les Alpes par le col de Montgenèvre et redescend ensuite vers Plaisance, nœud routier en Italie du Nord. À cette époque en effet, la route du littoral (par Vintimille) n'est pas praticable, ces territoires étant encore insoumis, ce qui oblige à un assez long détour. Ce n'est que sous Auguste que la voie Aurélienne (de Rome à Gênes) sera prolongée jusqu'en Narbonnaise, aux environs d'Arles.
Dès la fin de la conquête, sont fondées des villes ou des colonies, parfois associées sur des sites celtes ou ligures :
- Aix (Aquae Sextiae), en -122 ;
- Narbonne (Narbo Martius), qui a le statut de colonie de droit romain, en -118, sur le territoire des Élisyques ;
- Toulon (Telo Martius), en 118 av. J.-C.

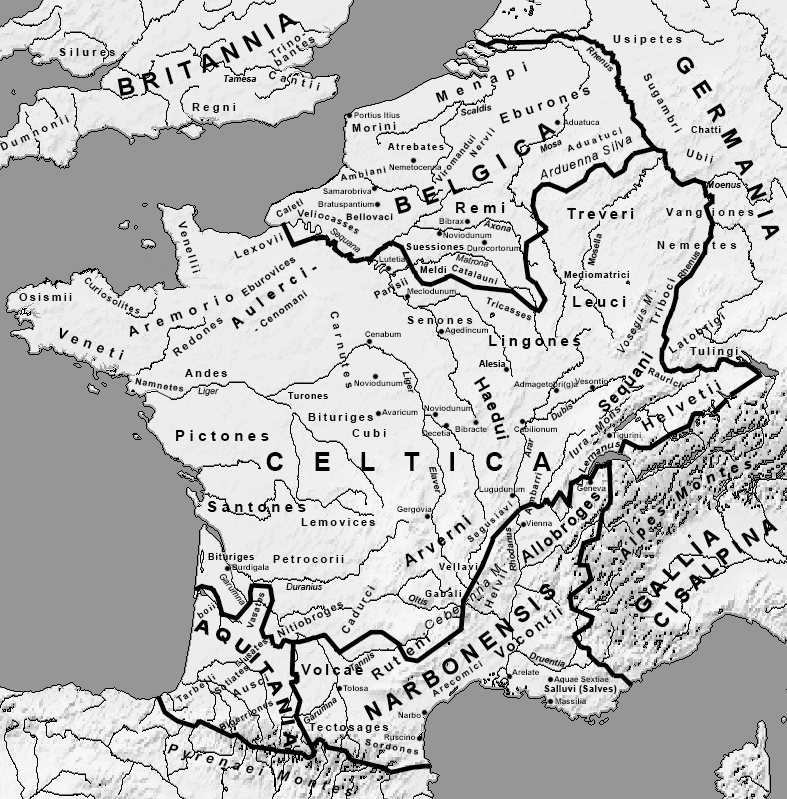
La Gaule narbonnaise avant la guerre des Gaules (-58/-52)

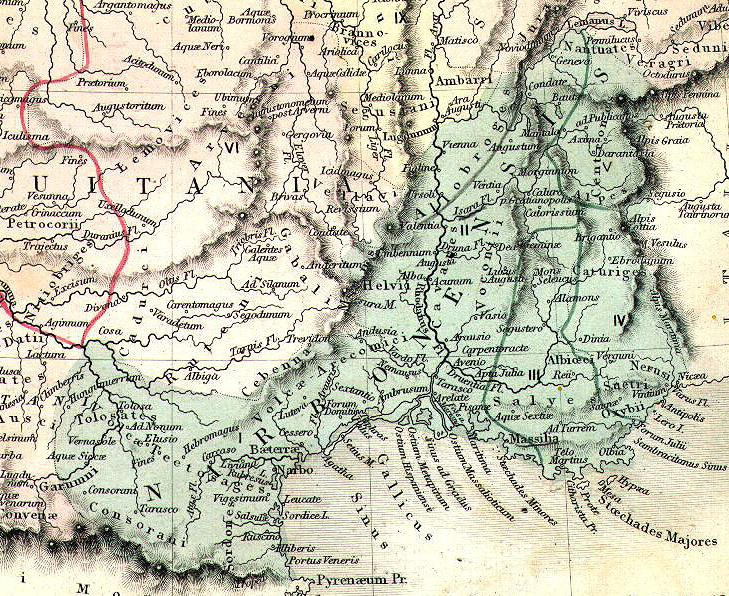
La Gaule narbonnaise (A. H. Dufour, La Gaule sous l'Empire romain, 1846).

### Période de la République romaine (118-126 avant notre ère)

#### Organisation de la province
La province est confiée à un gouverneur, le premier étant Cnaeus Domitius. Le gouverneur réside à Narbonne. L'armée romaine est présente dans un certain nombre de camps, notamment à Toulouse et à Narbonne.
Au-dessous du niveau de la province, les cités reconnues par Rome ne sont pas dirigées par un magistrat romain. Elles s'administrent elles-mêmes, assurant le maintien de l'ordre en liaison avec l'armée et s'assurant que la cité réponde aux exigences fiscales ou autres de Rome. Les dirigeants des cités sont des notables locaux, dotés du statut de décurion. Les décurions se réunissent à la curie, située au chef-lieu de la cité, formant une sorte de petit Sénat romain. Un des devoirs des décurions est de doter la cité des bâtiments caractéristiques de la civilisation romaine : des basiliques, un temple de Rome, les thermes, un amphithéâtre, notamment.
Les habitants gaulois libres sont sujets de Rome (pérégrins), mais certains peuvent accéder à la citoyenneté romaine, notamment les décurions, s'ils font preuve de loyauté et de compétence.

#### Crise de la guerre des Cimbres (109–102) et rôle de Caius Marius
À partir de 109 av. J.-C., la province est touchée par la guerre des Cimbres et de leurs alliés (Teutons, Tigurins, etc.) :
- Bataille d'Agen (107) : défaite romaine face aux Tigurins.

Au moment cette défaite, une révolte éclate dans la cité des Volques Tectosages contre la garnison romaine de Toulouse. Elle est réprimée en 106 par Quintus Servilius Caepio, gouverneur proconsulaire. Selon la légende[pas clair], celui-ci aurait pillé les sanctuaires gaulois, où il aurait trouvé 70 tonnes d'or. Ce trésor, connu sous le nom de l'« or de Toulouse », aurait contenu des objets pris lors des pillages en Grèce, notamment dans les sanctuaires de Delphes, lors de la « Grande Expédition » des Celtes dans les Balkans en -280.
En 105, Rome envoie des renforts à Servilius Caepio, sous le commandement du consul Mallius Maximus. Mais Caepio est un « noble » et Maximus un « homme nouveau ». Caepio refuse de coopérer avec lui, et cela aboutit à un désastre dans la région d'Orange :
- Bataille d'Orange (105) : défaite romaine (84 000 légionnaires et auxiliaires tués, les plus lourdes pertes depuis Cannes)

Envoyé en Narbonnaise à la suite de la défaite d'Orange, alors que les Cimbres sont partis en Hispanie, Marius établit un camp près d'Arles et attend le retour des envahisseurs. C'est alors qu'il occupe ses troupes en faisant creuser le canal de Fos (Fossae Marianae). Vers 104 est créé le port de Fos.
- Bataille d'Aix (102) : victoire romaine de Caius Marius

Lorsque les Cimbres reviennent (sans doute par la voie Domitienne), Marius les rencontre et les bat à Aix, et de nouveau l'année suivante à Verceil.

#### La Narbonnaise sous Jules César
Après avoir été consul à Rome, Jules César (Caius Julius Caesar), est nommé proconsul de Narbonnaise en 58 av. J.-C.. En conflit avec les conservateurs, il va utiliser ce poste pour son ambition politique : diriger Rome. Le moyen le plus évident est de faire la guerre (et de la gagner), afin d'acquérir la gloire, la richesse et la fidélité d'un grand nombre de soldats.
Il va donc utiliser la province comme base pour conquérir les régions de Gaule hors de Narbonnaise : l'Aquitaine, la Celtique et, au nord de la Seine, la Belgique. Il y réussit au bout de sept ans : en 52, la grande coalition réunie par Vercingétorix est battue à Alésia ; en 51, le dernier bastion de résistance, l'oppidum cadurque d'Uxellodunum est pris.
Deux ans plus tard, César, à la tête de ses légions, quitte la Narbonnaise et, après avoir traversé la Gaule cisalpine, « franchit le Rubicon », ruisseau qui marque la limite de l'Italie au sens strict, ce qui le place dans l'illégalité la plus totale. C'est le début de la guerre civile contre le Sénat, dont le bras militaire est Pompée. César l'emporte à Pharsale en -48, devenant de fait le maître de Rome.
Il met fin alors fin au statut d'allié de Marseille, qui a pris le parti de son adversaire. Marseille devient une simple cité de Gaule narbonnaise.

### Le règne d'Auguste et la période de la paix romaine

#### Réorganisation de la province par Auguste
En 22 av. J.-C., Auguste réorganise l'administration de la province de Gaule transalpine, qui, désormais considérée comme totalement pacifiée et sûre, devient une province sénatoriale, placée sous l'autorité du Sénat.
La capitale étant fixée à Narbonne, la province prend le nom de « Gaule narbonnaise » ou, comme l'indique Pline ci-après, Province narbonnaise.
Elle est divisée en vingt-deux cités (civitates) de taille très inégale. Les plus grandes reprennent à peu près les limites des anciens peuples : il en est ainsi pour la cité des Allobroges (Vienne), la cité des Volques Arécomiques (Nîmes), la cité des Cavares (Avignon, Cavaillon et la colonie d’Orange) ou la cité fédérée des Voconces (Vaison).[pas clair]

#### Prospérité de Narbonne
Narbonne devient un grand port de commerce, au carrefour de deux grandes routes terrestres, la Voie Domitienne d'Italie en Espagne et la via Aquitania de Narbonne vers Toulouse et Bordeaux. Les campagnes alentour sont partagées de grands domaines agricoles esclavagistes, où on cultive le blé, l’olivier et la vigne, qui produit des vins réputés[réf. nécessaire].
Narbonne connaît une période de splendeur aux deux premiers siècles de l'ère chrétienne, l'époque de la « paix romaine ».

#### Prospérité de la province
Sous le règne d'Auguste, la voie Aurélienne reliant Rome à Gênes est prolongée jusqu'en Narbonnaise par la voie Iulia Augusta, qui vient par Vintimille jusqu'aux environs d'Arles, où elle se raccorde d'une part à un embranchement de la voie Domitienne, d'autre part à la voie d'Agrippa qui part vers Vienne, Lyon et au-delà.
La prospérité de la province apparaît à travers les constructions d'époque romaine. La Narbonnaise est la province de Gaule où elles sont les plus nombreuses et relativement bien conservées, aujourd'hui encore utilisables dans certains cas. C'est l'époque où est construit le pont du Gard, en fait une partie d'un aqueduc de plusieurs dizaines de kilomètres ravitaillant Nîmes en eau.
On peut aussi citer l'amphithéâtre de Nîmes, les théâtres d'Orange et de Vienne, le temple de la Maison carrée à Nîmes, etc.

#### Un éloge de la Narbonnaise par Pline l'Ancien
Un texte de Pline l'Ancien dans son livre Histoire naturelle' évoque la Gaule narbonnaise, nous donnant des indications sur la façon dont elle était perçue à Rome au Ier siècle :
« Narbonensis provincia appellatur pars Galliarum quae interno mari adluitur, Bracata antea dicta, amne Varo ab Italia discreta Alpiumque vel saluberrimis Romano imperio iugis, / a reliqua vero Gallia latere septentrionali montibus Cebenna et Iuribus, / agrorum cultu, virorum morumque dignatione, amplitudine opum nulli provinciarum postferenda breviterque Italia verius quam provincia ».
« On appelle province Narbonnaise, autrefois nommée Bracata, la partie des Gaules qui est sur le littoral de la Mer intérieure, séparée de l'Italie par le fleuve Var et par les hauteurs des Alpes, rempart naturel le plus sûr pour l'Empire romain. Mais du côté du septentrion, elle est séparée du reste de la Gaule par les montagnes des Cévennes et du Jura. En ce qui concerne la qualité de ses productions agricoles, la respectabilité de ses habitants et de leurs traditions et l'abondance de ses ressources, elle ne doit pas être considérée comme la dernière des provinces et, en bref, elle ressemble plus à l'Italie qu'à une province ».

### La Narbonnaise auIIIesiècle

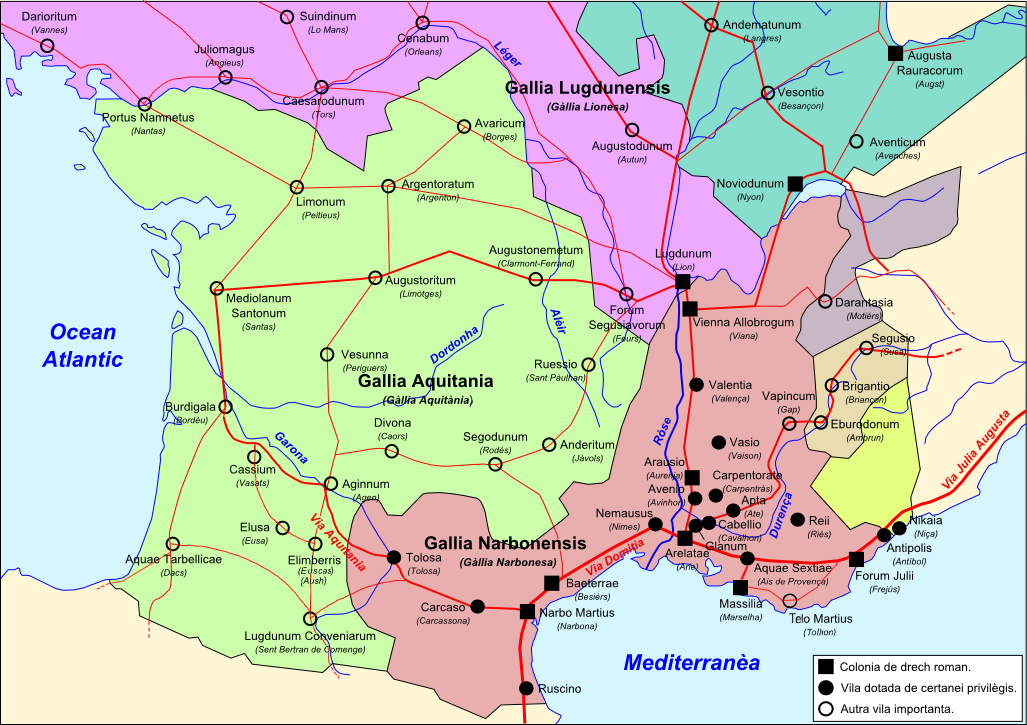
Organisation administrative en Aquitaine et Narbonnaise aux s

En 212, un édit de l'empereur Caracalla fait de tous les hommes libres citoyens d'une cité de l'empire des citoyens romains (cives romani). Paradoxalement, cela va affaiblir l'armée romaine, car jusque là, pour un homme libre sans grandes richesses, le seul moyen de devenir citoyen romain (à titre héréditaire) était de servir vingt ans dans l'armée.

#### Une période de troubles
Après la période de la paix romaine, la situation devient plus difficile. La Gaule en général subit les conséquences des usurpations impériales et les dévastations des bandes de bagaudes, ainsi que de temps à autre des incursions venues de l'extérieur de l'empire, principalement des Germains.
Lors de l’épisode de l’Empire des Gaules (260-274), la Narbonnaise se range d’abord du côté de l’usurpateur Postumus, avant de prendre le partie de Rome à la mort de Postumus et à l’avènement de Claude II à Rome. Ce dernier envoie le préfet des Vigiles, Iulius Placidianus, à Cularo (Grenoble) avec une petite armée pour protéger le sud de la Gaulle et l’Italie d’une invasion des usurpateurs gaulois.
- Construction de fortifications autour des villes.

#### Les débuts du christianisme
C'est aussi l'époque où le christianisme commence à s'implanter, sous la menace des persécutions jusqu'à l'édit de Milan de l'empereur Constantin (313).
Les chrétiens s'organisent en communautés, ensuite réunies dans une Église, dans le cadre des cités gallo-romaines. Chaque Église a à sa tête un évêque (episcopus), installé au chef-lieu de la cité (c'est pourquoi au Moyen Âge, le mot « cité » connotera la présence d'un évêque). En général, les campagnes sont peu marquées par le christianisme.
À Narbonne, un évêque est attesté dès le milieu du IIIe siècle, saint Paul de Narbonne (autour de 250).

### Les réformes de Dioclétien (285) et leurs conséquences en Narbonnaise

#### Le système de la tétrarchie
L'empereur Dioclétien, qui règne de 284 à 305, est à l'origine d'une grande réorganisation de l'empire, confronté à diverses menaces :
- la division de l'empire entre empire d'Occident et empire d'Orient ;
- l'institution dans chacune de ces parties de deux empereurs, un Auguste et un César, soit au total quatre empereurs, d'où le nom de tétrarchie donné au système ;
- la création de deux niveaux administratifs entre l'empereur et les provinces : les préfectures du prétoire et les diocèses (sans connotation religieuse) ;
- la division des provinces augustéennes en plusieurs provinces.

En ce qui concerne l'empire d'Occident, Rome cesse d'être le siège du gouvernement. L'empereur Auguste réside désormais à Milan (puis à Ravenne, à partir de 402) et l'empereur César à Trèves.
La province de Narbonnaise, qui relève de la préfecture du prétoire des Gaules (incluant la Bretagne et l'Hispanie), dont le chef-lieu est Trèves et du diocèse de Vienne, est divisée en trois provinces : Narbonnaise première, Narbonnaise deuxième et Viennoise (qui sera divisée en deux au Ve siècle).

#### La province de Narbonnaise première
La Narbonnaise première (Narbonnensis prima) est une province présidiale[pas clair], dont le chef-lieu est Narbonne.
Elle inclut les territoires occidentaux de l'ancienne province, bornés par les Cévennes, le Rhône, la mer Méditerranée, les Pyrénées et la limite avec l'ancienne province d'Aquitaine (elle-même restructurée).
Ses peuples principaux sont les Volques Tectosages, les Volques Arécomiques, les Sardones, les Atacini, les Helviens, les Tolosates, les Umbranici, les Consoranni (Couserannais)[réf. nécessaire].
Elle compte six villes chef-lieu de cité : Narbonne, Toulouse, Carcassonne (Carcasum), Béziers (Baeterrae), Lodève (Luteva) et Nîmes Nemausus.

#### La province de Narbonnaise deuxième
La Narbonnaise deuxième (Narbonnensis secunda), est une province présidiale, dont le chef-lieu est Aix.
Située à l'est du Rhône, mais pas sur le fleuve lui-même, elle n'est pas contiguë à la Narbonnaise première. Elle est bornée à l'ouest par la Viennoise, à l'est par la province des Alpes maritimes.
Ses peuples principaux sont les Albiques, les Salyens, les Ségobriges (ou Commoni ou Cenomanes).
Elle comprend sept villes chefs-lieux de cités : Aix, Gap, Sisteron (Segustero), Apt (Apta Julia, Riez (Reii), Fréjus (Forum Julii) et Antibes (Antipolis) ;

#### La province de Viennoise
La Viennoise (Viennensis) est une province consulaire[réf. nécessaire], dont le chef-lieu est Vienne.
Située entre le Rhône et la province de Narbonnaise deuxième, elle inclut aussi la cité des Helviens située à l'ouest du Rhône (actuel département de l'Ardèche).
Ses principaux peuples sont les Allobroges, les Cavares, les Helviens, les Segovellaunes, les Tricastins, et les Voconces.
Elle comprend quatorze villes chefs-lieux de cités : Vienne, Genève (Genava), Grenoble (Gratianopolis), Valence (Valentia), Die (Dea Augusta Vocontiorum), Alba (Alba Helviorum), Trois-Châteaux (Augusta Tricastinorum), Vaison (Vasio Voncontiorum), Orange (Arausio), Carpentras (Carpentoracte), Avignon (Avenio), Cavaillon (Cabellio), Arles (Arelate) et Marseille (Massalia).
Ces trois provinces relevant du diocèse de Vienne, la Viennoise était parfois appelée Viennoise première (Viennensis prima) ; la Narbonnaise première, Viennoise seconde (Viennensis secunda) ; la Narbonnaise seconde, Viennoise troisième (Viennensis terta) ; les Alpes-Maritimes, Viennoise quatrième (Viennensis quarta)[réf. nécessaire].
Au Ve siècle, la province de Viennoise est divisée en deux provinces :
- la Viennoise première (Viennensis prima), avec Vienne pour chef-lieu et les chefs-lieux de cité suivants : Vienne, Genève, , Grenoble, Valence, Die, Viviers (qui remplace Alba chez les Helviens) et Saint-Jean-de-Maurienne (nom antique inconnu) ;
- la Viennoise seconde (Viennensis secunda), avec Arles pour chef-lieu et les chefs-lieux de cité suivants : Trois-Châteaux, Vaison, Orange, Carpentras, Avignon, Cavaillon, Arles, Marseille et Toulon (Telo Martius).

### IVesiècle

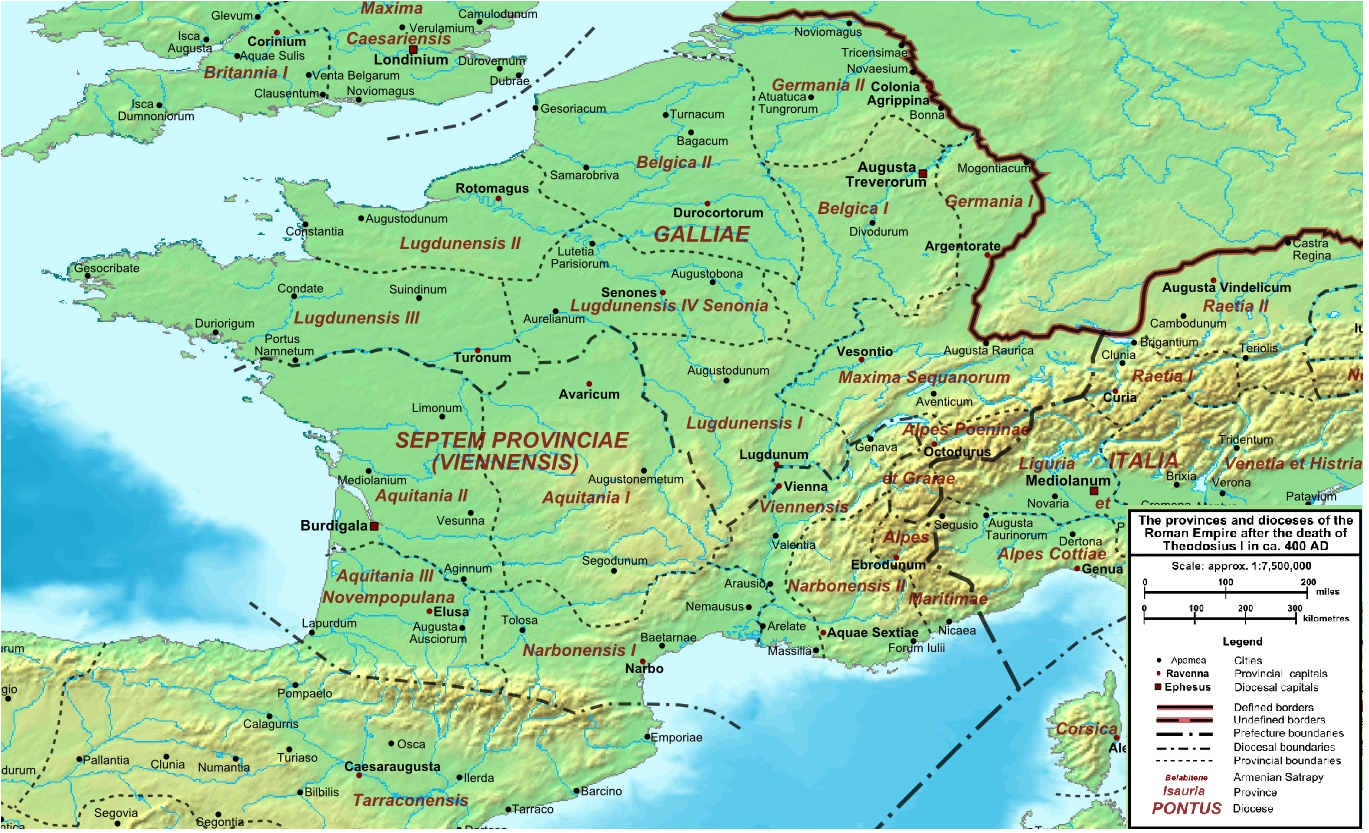
Les provinces romaines en Gaule vers 400

#### Développement du christianisme
En 313, à la suite de sa vision avant la bataille du pont Milvius, l'empereur Constantin promulgue l'édit de Milan qui donne aux chrétiens le droit de pratiquer leur religion en public. C'est la fin des persécutions, la dernière ayant eu lieu sous le règne de Dioclétien.
En 314, après un concile tenu à Rome en 313, Constantin convoque le concile d'Arles, qui rassemble seize évêques, dont certains venus de Bretagne, de Germanie ou d'Hispanie. Ce concile permet de connaitre de nom de certains évêques de Narbonnaise.
Évêques de Narbonnaise au IVe siècle :
- Arles : Marinus, présent au concile d'Arles de 314 ;
- Vienne : Vère Ier, présent au concile d'Arles[9] ;
- Marseille : Oresius, présent au concile d'Arles ;
- Vaison : Daphnus, présent au concile d'Arles ;
- Nîmes : saint Félix de Nîmes (évêque de 374 à 407) ;
- Fréjus : saint Léonce (évêque de 400 à 432).

En 395, le christianisme devient religion officielle de l'empire et les cultes polythéistes sont interdits.

### Vesiècle: la période des invasions et l'effondrement de l'empire d'Occident (476)

#### Le royaume wisigoth de Toulouse de 418 à 476

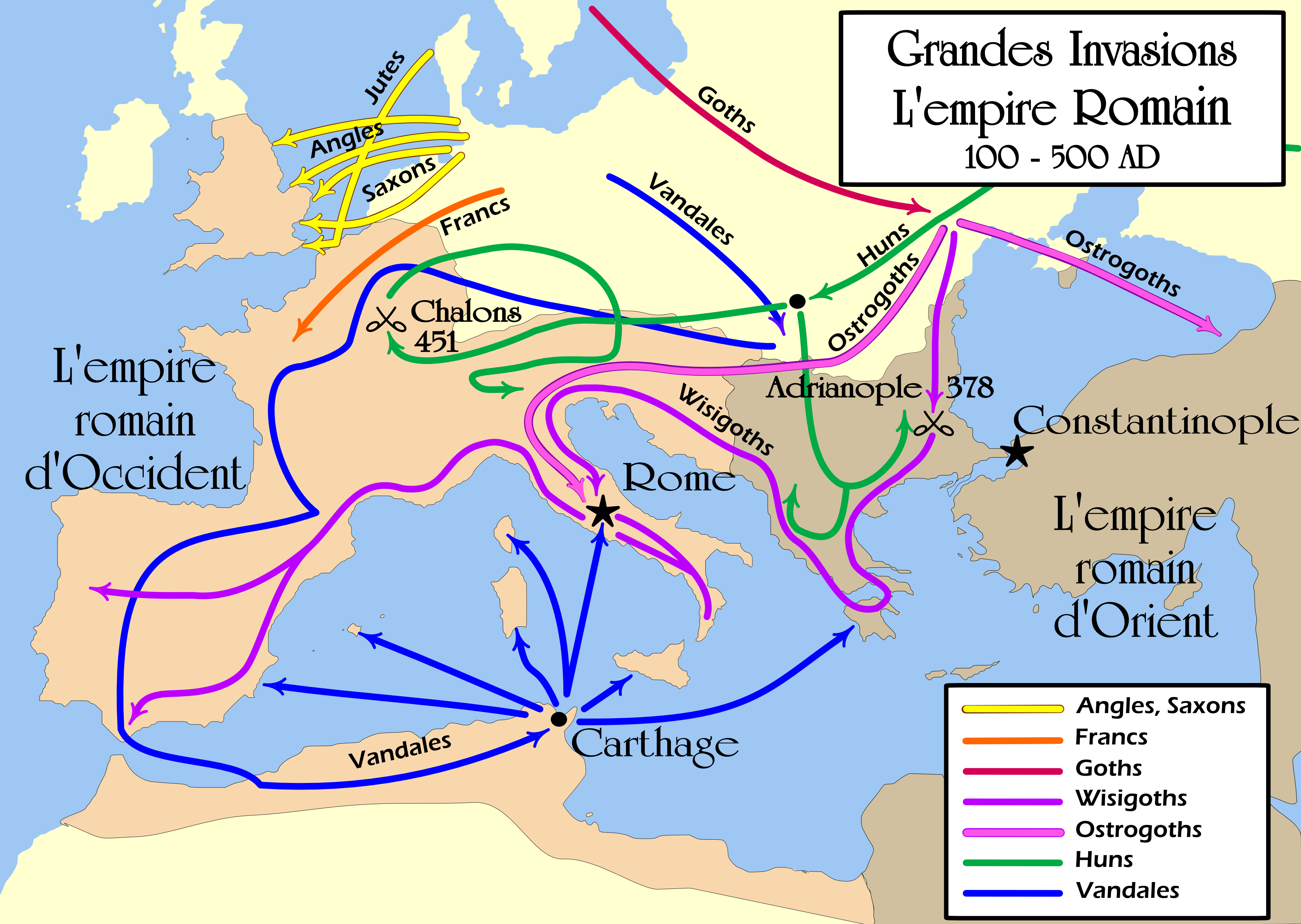
Tracés des grandes invasions entre le IIe et le VIe siècle.

En 406, l'empire subit plusieurs invasions, notamment, le 31 décembre, la traversée du Rhin par les Vandales et les Suèves, qui ne peuvent pas être repoussés. En 410, les Wisigoths, entrés dans l'empire d'Orient dès les années 370 (bataille d'Andrinople, 378) parviennent à Rome, qu'ils mettent à sac (mais ce n'est plus le siège du gouvernement, l'empereur et la cour résidant à Ravenne).
À la suite de négociations avec l'empereur Honorius, leur roi Athaulf (410-415) accepte de s'installer comme fédéré en Gaule. Il s'établit d'abord à Narbonne. Son successeur, Wallia (415-418) déplace sa capitale à Toulouse, où elle va rester pendant plusieurs décennies. Les autorités impériales (Constance III) limitent leur domaine, en plus de Toulouse, à l'Aquitaine première et troisième.
Après Wallia viennent Théodoric Ier (418-451), Thorismond (451-453), Théodoric II (453-484 et Euric (466-484), qui sont tous enclins à prendre le contrôle de la Narbonnaise et à intervenir en Hispanie.
Théodoric II (453-466) et la première guerre des Goths (458)

Sous le règne de Théodoric II, les Wisigoths interviennent dans les luttes pour le pouvoir en Occident. Après la mort d'Aetius (454) et de Valentinien III (455), l'empereur Pétrone Maxime se rapproche de Théodoric en lui envoyant en ambassade Avitus, préfet du prétoire des Gaules et ancien précepteur de Théodoric. Quand Pétrone Maxime est tué deux mois plus tard en combattant les Vandales de Genséric, Théodoric et des aristocrates de Narbonnaise proclament Avitus empereur à Arles, à la suite d'une sorte de conférence tenue à Beaucaire (Ugernum). Avitus étant parti, Théodoric prend le contrôle de la Narbonnaise première et de l'Aquitaine troisième. Puis il part combattre les Suèves en Hispanie.
En 456, Avitus, confronté au général d'origine germanique Ricimer (maître réel à Ravenne) et à l'empereur Majorien, est chassé d'Italie et se réfugie à Arles, espérant un soutien wisigoth. Mais Théodoric, occupé en Hispanie, ne peut lui apporter d'aide. Avitus, tentant de reprendre pied en Italie, est battu à Plaisance par Ricimer et Majorien. Quand Théodoric rentre d'Hispanie, il affronte l'armée de Majorien près d'Arles et est battu (458). Majorien obtient la soumission de Théodoric et s'installe à Arles pour préparer une grande expédition contre les Vandales.
En 460, Majorien quitte Arles pour l'Hispanie et commence à rassembler une flotte à Carthagène pour attaquer la place forte des Vandales, Carthage. Mais Genséric fait incendier cette flotte. Majorien rentre à Arles, puis en Italie, où il est déposé (et assassiné) par Ricimer en août 461.
Théodoric reprend alors sa politique d'expansion, ce qui enclenche une nouvelle guerre des Goths (461–476), qui prendra fin sous le règne d'Euric en même temps que l'empire d'Occident.

#### Le royaume des Burgondes au sud-est de la Gaule (443–534)
Dans les années 430, les Burgondes, établis autour de Worms sur le Rhin, émigrent vers le sud, en liaison avec l'arrivée des Huns vers le nord de la Gaule. Ils abandonnent Worms en 437 et en 443 établissent leur capitale à Genève. Leur domination s'établit donc sur le nord de la province de Viennoise, puis s'étend plus au sud jusqu'à Avignon. En 501, ils transfèrent leur capitale à Lyon.

#### La fin de l'empire d'Occident (476)
En 476, le roi germain Odoacre dépose l'empereur d'Occident Romulus Augustule et renvoie à Constantinople les insignes du pouvoir impérial.
Odoacre établit un royaume en Italie et sur une partie de la Narbonnaise, au sud-est du royaume des Burgondes. En 493, Odoacre est remplacé par le roi ostrogoth Théodoric le Grand.

### La Narbonnaise à l'époque franque (481–843)

#### Conquête de la Gaule par les Francs (481–534)
En 476, les Francs sont installés à Tournai avec un statut de fédérés. L'avènement de Clovis en 481 marque le début de leur descente vers le sud. Ils conquièrent d'abord le royaume de Soissons de Syagrius, incluant Paris où Clovis installe sa capitale. Il est baptisé en 496 à Reims.
En 507, il bat les Wisigoths à Vouillé, près de Poitiers, les obligeant à quitter l'Aquitaine, mais pas la Narbonnaise.
Ce sont les fils de Clovis qui mettent fin en 534 au royaume des Burgondes, qui entre dans l'ensemble des royaumes francs (les fils d'un roi franc ayant tous droit à une partie du royaume de leur père) sous le nom de royaume de Bourgogne.

#### La Narbonnaise première wisigothique (507–719)
Après la défaite de Vouillé, les Wisigoths installent leur capitale à Narbonne. Grâce à l'aide des Ostrogoths de Théodoric le Grand, qui contrôle l'Italie, le roi Amalaric conserve la Narbonnaise première, mais perd la Narbonnaise deuxième.
Sous le règne de son successeur Theudis (531–548), Narbonne cesse d'être la capitale du royaume, remplacée par Barcelone, puis par Tolède, mais reste chef-lieu de province. Liuva Ier est couronné roi à Narbonne (567–573). La Narbonnaise est le siège de plusieurs révoltes jusqu'à la fin du VIIe siècle. Les deux derniers rois wisigoths Agila II (711-714) et Ardo (714-720) auraient régné sur la cité.

#### L'occupation musulmane en Narbonnaise (719–793)
La Narbonnaise connait une dernière invasion, lorsque l'armée musulmane, ayant conquis l'Hispanie dans les années 710 et mis fin au royaume wisigoth de Tolède, pénètre en Gaule et s'empare de Narbonne en 719. Narbonne (Arbuna) devient le siège d'une des cinq provinces (wilaya) de l'émirat omeyyade de Cordoue, dépendant du califat de Damas.
À partir de Narbonne, sont lancés des raids (ghazoua, francisé en « razzia ») sur les villes des royaumes francs mérovingiens. C'est une de ces expéditions qui est vaincue en 732 près de Poitiers, où elle est battus par le maire du palais d'Austrasie, Charles Martel.
En 737, après leur victoire d'Avignon, les Francs commandés par Charles Martel mettent le siège devant Narbonne. Une armée de secours musulmane est vaincue (bataille de la Berre), mais Charles Martel ne réussit pas à prendre la ville qui est reconquise seulement en 759 par son fils Pépin le Bref, devenu roi des Francs en 751.
Les musulmans ne sont totalement évincés de Narbonnaise qu'à la fin du siècle, lorsque Charlemagne lance plusieurs offensives vers l'Hispanie, parvenant à reprendre Barcelone.

#### Organisation sociale et politique
- Sur le plan juridique, les anciens Romains restent régis par le droit romain, tandis que les Germains sont régis par la loi de leur peuple (loi des Burgondes (loi Gombette) ou loi des Francs saliens) ;
- Sur le plan administratif, le roi (burgonde, puis franc) institue des comtes pour chaque cité ; en l'absence d'un comte, c'est l'évêque qui est de fait le responsable de la cité ;
- Les évêques des chefs-lieux des provinces romaines deviennent évêques métropolitains (ensuite appelés archevêques) perpétuant l'ancienne trame administrative romaine.

#### Le traité de Verdun (843) et la partition de la Narbonnaise
En 843, les trois fils de Louis le Pieux, petits-fils de Charlemagne, après trois ans de guerre civile, décident un partage de l'empire carolingien, acté par le traité de Verdun :
- Charles reçoit la Francie occidentale ;
- Louis reçoit la Francie orientale ;
- Lothaire, l'aîné, empereur, reçoit la Francie médiane (un peu plus tard appelée Lotharingie), qui inclut l'Italie.

La frontière entre la Francie occidentale et la Francie médiane est fixée sur le Rhône, la Saône, la Meuse et l'Escaut. La Narbonnaise est donc partagée entre ces deux royaumes, de part et d'autre du Rhône.
Par la suite (962), la Lotharingie et la Francie orientale sont intégrées dans le Saint-Empire (incluant notamment la Provence, le Dauphiné et la Savoie), tandis que la Francie occidentale devient le royaume de France (incluant le comté de Toulouse, ou Languedoc).

## Listes

### Gouverneurs de Narbonnaise (de -18 à 235)
- Cnaeus Pullius Pollio (-18/-16)
- Titedius Labeo (sous Tibère)
- Manius Vibius Balbinus (15/17)
- Torquatus Novellius Atticus (30/34)
- Titus Mussidius Pollianus (34/37)
- Titus Vinius (sous Néron)
- Lucius V(...)bius Bassus (vers 77)
- Caius Iulius Cornutus Tertullus (avant 78)
- Aulus Larcius Priscus (103/109)
- Marcus Acilius Priscus Egrilius Plarianus (118/120)
- Lucius Annius Sextius Florentinus (vers 124)
- Lucius Aurelius Gallus (124/127)
- Lucius Novius Crispinus Martialis Saturninus (144/145)
- Caius Seius Calpurnius Quadratus Sitianus (avant 150)
- Lucius Cestius Gallus (entre 165 et 183)
- Cnaeus Cornelius Aquilius Niger (entre 138 et 192)
- Lucius Fabius Cilo (entre 180 et 192)
- (...)dius T.F. (IIe siècle)
- Lucius Ranius Optatus Novatus (entre 193 et 217)
- inconnu, exécuter pour son allégeance à Geta (vers 210)
- (...)us (entre 210 et 230)
- Titus Claudius Paullinus (216/217)
- Caius Aemilius Berenicianus Maximus (entre 222 et 235)
- Julianus (entre 222 et 235)

### Villes de Narbonnaise
- Agatha (Agde)
- Aquae Calidae (Amélie-les-Bains)
- Aquae Sextiae (Aix-en-Provence)
- Arelate Sextanorum (Arles)
- Arausio Secundanorum (Orange)
- Antipolis (Antibes)
- Avenio Cavarum (Avignon)
- Apta Iulia Vulgientium (Apt)
- Alebaece Reiorum Apollinarium (Riez)
- Alba Helviorum (Alba-la-Romaine)
- Augusta Tricastinorum (Saint-Paul-Trois-Châteaux)
- Anatilia
- Aeria
- Baeterrae Septimanorum (Béziers)
- Bormani (Bormettes)
- Comani
- Cabellio (Cavaillon)
- Camp de César (Laudun-l'Ardoise)
- Carcasum Volcarum Tectosagum (Carcassonne)
- Cessero (Saint-Thibéry)
- Carpentorate Meminorum (Carpentras)
- Caenicenses
- Cambolectri Atlantici (Cambon)
- Cannae (Cannes)
- Custoja (Coustouges)
- Clusa (Les Cluses)
- Colonia Dea Augusta Vocontiorum (Die)
- Cularo puis Gratianopolis (Grenoble)
- Forum Julii (Fréjus)
- Forum Voconii (Le Cannet-des-Maures)
- Glanum (Saint-Rémy-de-Provence)
- Illibéris (Elne)
- Lugdunum Consorannum (Saint-Lizier)
- Lucus Augusti (Luc-en-Diois)
- Lattara (Lattes)
- Massalia (Marseille)
- Narbo Martius (Narbonne)
- Nemausus (Nîmes)
- Nikaïa (Nice)
- Portus Veneris (Port-Vendres)
- Telo Martius (Toulon)
- Tolosa (Toulouse)
- Ruscino (Château-Roussillon)
- Vasio Vocontiorum (Vaison-la-Romaine)
- Vienna Allobrogum (Vienne)
- Valentia (Valence)

### Sites archéologiques
- Site archéologique d'Alba-la-Romaine
- Ambrussum
- Ensérune
- Glanum
- Thermes romains de Gaujac
- Ruscino
- Narbo Martius, site archéologique du Clos de la Lombarde (Narbonne)
- Musée Amphoralis de Sallèles d'Aude
- Villa romaine de Chiragan (Haute-Garonne)